# Elecciones al Parlamento Europeo de 1984 (Alemania Occidental)
En las elecciones al Parlamento Europeo de 1984 en Alemania Occidental, celebradas el 17 de junio, se escogió a los 81 representantes de dicho país para la segunda legislatura del Parlamento Europeo.

## Resultado
| Datos de participación | Datos de participación | Datos de participación |
| ---------------------- | ---------------------- | ---------------------- |
| Censo electoral        | 44.465.989             | 100%                   |
| Votos                  | 25.238.754             | 56,8%                  |
| Abstención             | 19.227.235             | 43,2%                  |
| Votos a candidaturas   | 24.851.371             | 98,5%                  |

| ← Elecciones al Parlamento Europeo de 1984 → |           |        |         |     |
| Partido                                      | Votos     | %      | Escaños | +/- |
| Unión Demócrata Cristiana de Alemania (CDU)  | 9.308.411 | 37,46% | 34      | =   |
| Partido Socialdemócrata de Alemania (SPD)    | 9.296.417 | 37,41% | 33      | -2  |
| Unión Social Cristiana de Baviera (CSU)      | 2.109.130 | 8,49%  | 7       | -1  |
| Los Verdes (GRÜNE)                           | 2.025.972 | 8,15%  | 7       | +7  |
| Partido Democrático Libre (FDP)              | 1.192.624 | 4,80%  | 0       | -4  |
| Frieden (FRIEDEN)                            | 313.108   | 1,26%  | 0       | =   |
| Partido Nacionaldemócrata de Alemania (NPD)  | 198.633   | 0,80%  | 0       | =   |
| Feministische Partei - Die Frauen (FRAUEN)   | 94.463    | 0,38%  | 0       | =   |
| Partido de Centro (ZENTRUM)                  | 93.921    | 0,38%  | 0       | =   |
| Partido Ecológico-Democrático (ÖDP)          | 77.026    | 0,31%  | 0       | =   |
| Mündige Bürger                               | 52.753    | 0,21%  | 0       | =   |
| Europäische Föderalistische Partei (EFP)     | 34.500    | 0,14%  | 0       | =   |
| Europäische Arbeiter-Partei (EAP)            | 30.874    | 0,12%  | 0       | =   |
| Partido de Baviera (BP)                      | 23.539    | 0,09%  | 0       | =   |